# فريق الصقور السوداء
فريق الصقور السوداء. (بالإنجليزية: Black Falcons)‏. و فريق استعراضات جوية تابع لسلاح الجو الملكي نيوزيلندا.

## التكوين الأصلي
تم تشكيل الفريق لأول مرة في عام 2000 باستخدام خمس طائرات من طراز إرماتشي إم بي-339 من السرب رقم 14 ، تم نقله بواسطة 14 من مدرّبي السرب. عُقد أول عرض من خمسة عروض في 1 يناير 2000 في جيسبورن ميلينيوم وتم حل الفريق في وقت لاحق من ذلك العام.